# Wilhelm Knaack

Wilhelm Knaack

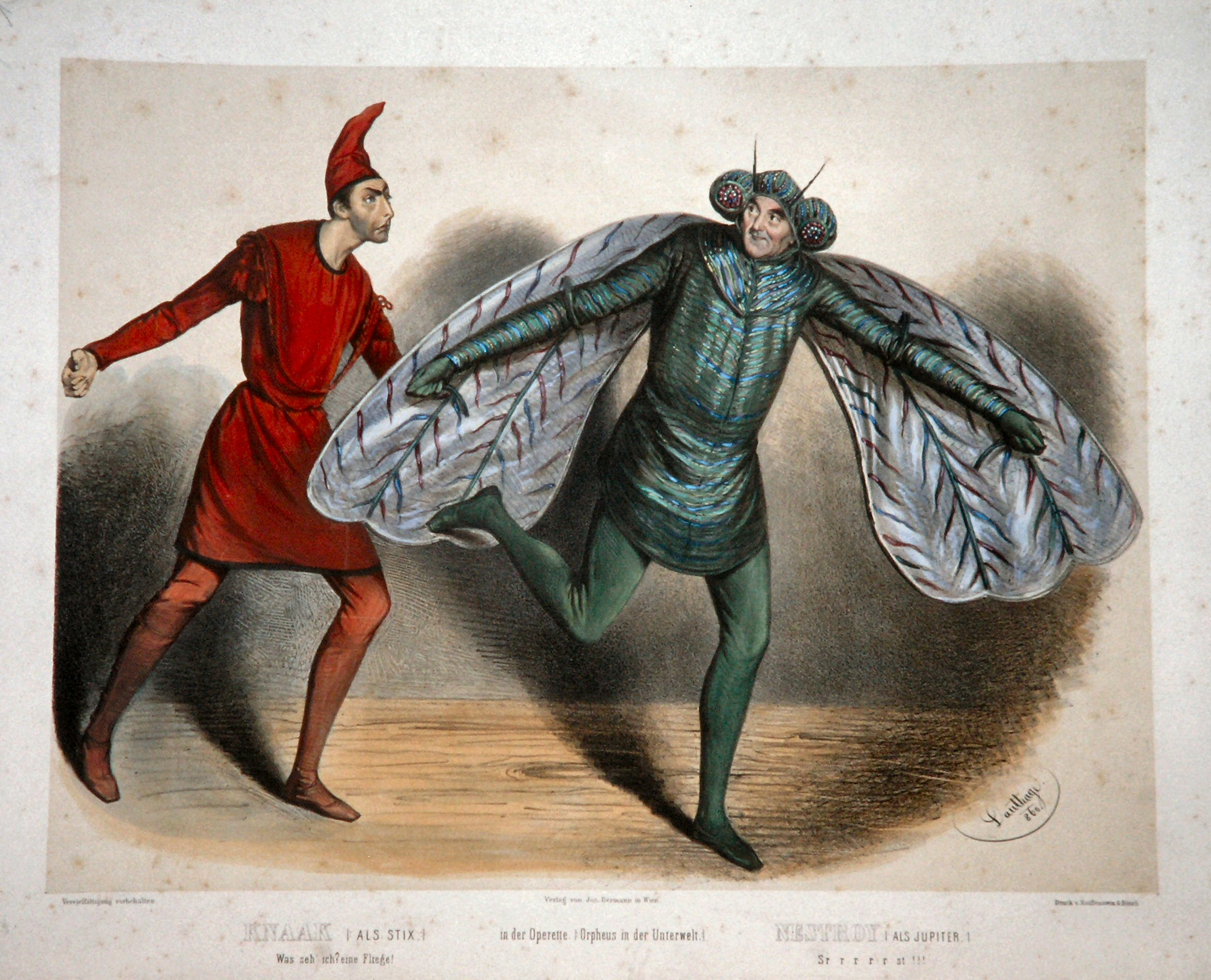
Knaack und Nestroy in Orpheus in der Unterwelt, Lithographie von Adolf Dauthage, 1860.

Wilhelm Knaack (* 13. Februar 1829 in Rostock; † 29. Oktober 1894 in Wien) war ein deutsch-österreichischer Schauspieler.

## Leben
Mit siebzehn Jahren wurde Wilhelm Knaack 1846 als Komiker entdeckt. Nach Engagements an mehreren norddeutschen Bühnen kam er 1856 mit Unterstützung von Heinrich Laube nach Prag. Schon ein Jahr später, 1857, vermittelte ihn Johann Nepomuk Nestroy nach Wien ans Carltheater. Hier übernahm Knaack bald schon die Rollen Nestroys.
Karl Blasel und Josef Matras waren zusammen mit Wilhelm Knaack ein überaus erfolgreiches Komiker-Trio. In Graz erhielt Knaack Schauspielunterricht von Karl von Holtei. Ab 1860 gab Knaack auch regelmäßig Gastspiele in Budapest. 1882 absolvierte er eine durchaus beachtliche und erfolgreiche Tournee durch die USA und Kanada.
1854 wurde Wilhelm Knaack in den Bund der Freimaurerei aufgenommen, seine Mutterloge war die Vereinte Loge in seiner Vaterstadt Rostock.
Im Alter von 65 starb Wilhelm Knaack am 29. Oktober 1894 in Wien. Er wurde auf dem Evangelischen Friedhof Matzleinsdorf in Wien beigelegt und am 11. Dezember 1894 nach Wörlau exhumiert.
Im Jahr 1936 wurde in Wien-Floridsdorf (21. Bezirk) die Knaackgasse nach ihm benannt.